# Acacia yorkrakinensis
Acacia yorkrakinensis — вид квіткових рослин з родини бобових. Ареал: Австралія (Західна Австралія).

## Середовище
Він є ендемічним для районів Вірбелт та Голдфілдс у Західній Австралії, де зустрічається на піщаних рівнинах, скелястих височинах та рівнинах, зростаючи на піщаних, суглинних, глинистих або гравійних ґрунтах.

## Біоморфологічна характеристика
Розлогий, часто густий кущ зазвичай виростає до висоти від 1 до 4 метрів і гілкується майже від рівня землі. Сіро-зелені філодії мають лінійну, лінійно-еліптичну або вузько видовжено-еліптичну форму, прямі або злегка вигнуті; мають довжину від 3 до 16 см і ширину від 3 до 13 мм з червоними до коричневих країв з численними, тонкими, близько паралельними жилками. Цвіте з липня по вересень жовтими квітками. Суцвіття — китиці, що містять від однієї до чотирьох квіткових голів. Квіткові колоси мають довжину від 10 до 22 мм і діаметр від 5 до 7 мм. Стручки мають лінійну форму та опуклі між насінинами всередині та мають довжину близько 11 см та ширину від 5 до 5,5 мм. Блискуче чорно-коричневе насіння має довгасто-еліптичну форму.